# Кантарино (Анкона)
Кантарино је насеље у Италији у округу Анкона, региону Марке.
Према процени из 2011. у насељу је живело 22 становника. Насеље се налази на надморској висини од 502 м.